# Turó de les Bateries
El Turó de les Bateries és una muntanya de 116 metres que es troba al municipi de Montgat, a la comarca del Maresme.